# اندیس دولت‌آباد
دولت آباد یک اندیس فلزی است که در حوالی شهر ساردوئیه استان کرمان قرار دارد و مادهٔ معدنی موجود در آن، طلا است.سنگ میزبان این اندیس گرانودیوریت است و دیرینگی آن به دوران الیگومیوسن می‌رسد. 